# Dunbar (Nebraska)
Dunbar es una villa ubicada en el condado de Otoe en el estado estadounidense de Nebraska. En el Censo de 2010 tenía una población de 187 habitantes y una densidad poblacional de 313,92 personas por km².

## Geografía
Dunbar se encuentra ubicada en las coordenadas 40°40′7″N 96°1′51″O / 40.66861, -96.03083. Según la Oficina del Censo de los Estados Unidos, Dunbar tiene una superficie total de 0.6 km², de la cual 0.6 km² corresponden a tierra firme y (0%) 0 km² es agua.

## Demografía
Según el censo de 2010, había 187 personas residiendo en Dunbar. La densidad de población era de 313,92 hab./km². De los 187 habitantes, Dunbar estaba compuesto por el 98.93% blancos, el 0% eran afroamericanos, el 0% eran amerindios, el 0.53% eran asiáticos, el 0% eran isleños del Pacífico, el 0.53% eran de otras razas y el 0% pertenecían a dos o más razas. Del total de la población el 1.6% eran hispanos o latinos de cualquier raza.